# Сена (приток Ред-Ривера)
Се́на (Сейн-Ривер, фр. Rivière Seine, англ. Seine River) — река на юго-востоке провинции Манитоба, Канада, в 1700 км от столицы страны — Оттавы. Приток реки Ред-Ривер. Сена — одна из четырёх рек города Виннипег. Длина реки — около 130 км. Средний расход воды — 4,3 м³/с на водопропуске при впадении в Ред-Ривер.
Река берёт начало из системы ирригационных каналов в болотистой местности к юго-востоку от Стайнбака, в провинциальном лесу Сендилэндс, проходит через такие населённые пункты как Марчанд, Ла-Брокери, Сент-Анн, Лорет. Весной река часто выходит из берегов, иногда затапливая близлежащие дома. Засушливым летом высыхает до ручья.
Сена была названа французскими поселенцами и франкоканадцами, которые поселились в этом регионе, в честь одноимённой французской реки.